# Stanko Karaman
Pour les articles homonymes, voir Karaman (homonymie).
Stanko Luka Karaman (né le 8 décembre 1889 à Sarajevo, mort le 17 mai 1959 à Skopje) est un biologiste et zoologiste yougoslave.

## Biographie
En 1926, Stanko Karaman crée, à Skopje, le Musée de la Sud Serbie qui deviendra plus tard le musée macédonien d'Histoire naturelle puis, en 1928, le zoo de Skopje.
Il a eu un fils, carcinologiste, Gordan Karaman.

## Hommages
Plusieurs espèces lui ont été attribuées :
- Delamarella karamani Petkovski, 1957
- Stygophalangium karamani Oudemans, 1933
- Macedonethes stankoi I. Karaman, 2003